# Ambition's Debt
Pour plus de détails, voir Fiche technique et Distribution.
Ambition's Debt est un film dramatique américain écrit et réalisé par Devin E. Haqq, sorti en 2017.

## Distribution
- Nathan Darrow : Marcus Antonius
- Peter McRobbie : Caius Cassius
- Kathleen Chalfant : Soothsayer
- Carra Patterson : Calpurnia
- Pernell Walker : Cinna
- Kate MacCluggage : Portia
- Devin E. Haqq : Julius Caesar
- Ron Simons : Popilius Lena
- Michelle Beck : Antony's Servant
- Larry Mitchell : Metellus Cimber
- Rotem Pilosoph : Soldier of Rome
- Nicholas Thomas : Water Carrier
- Brian D. Coats : 1er citoyen
- Rachel Mewbron : Caesar's Servant
- John Molinelli : sénateur Ciceron
- Assol Abdullina : Babba Phet
- Roberto De Felice : 3e citoyen
- Scott Thomas : 4e citoyen
- Alvin Keith : Decius Brutus
- Dennis Rubin Green : Trebonius
- Rhett Henckel : Casca
- Brandt Adams : Octavius Servant
- Billy Eugene Jones : Marcus Brutus
- Mandarin Wu : sénateur de Rome
- Yusef Miller : Cinna the Poet
- Divine Garland : Lucius
- Meaghan MacLean : Fruit Vendor
- Mike Scerbo : sénateur de Rome
- Eric Hedden : Soldier of Rome
- James Wallert : 2e citoyen / Octavius Caesar
- Helton Falavinha : sénateur de Rome
- Love Tucker : sénateur de Rome
- Valeria Flower : sénateur de Rome